# توميشت
توميشت هي قرية تقع في إقليم ياش في رومانيا وبلغ عدد سكانها 12,201 نسمة عام 2002.